# Phantasm II
Phantasm II é um filme de terror produzido nos Estados Unidos, dirigido por Don Coscarelli e lançado em 1988.